# Tim Nedow
Timothy "Tim" Nedow (* 16. Oktober 1990 in Brockville) ist ein kanadischer Kugelstoßer, der gelegentlich auch im Diskuswurf antritt.

## Sportliche Laufbahn
Erste internationale Erfahrungen sammelte Tim Nedow bei den Panamerikanischen-Juniorenmeisterschaften 2009 in Port of Spain, bei denen er mit 19,00 m die Bronzemedaille im Kugelstoßen gewann. Zwei Jahre später nahm er an der Sommer-Universiade in Shenzhen teil und belegte dort mit 18,13 m im Finale den zwölften Platz. 2012 belegte er bei den U23-NACAC-Meisterschaften in Irapuato mit 18,99 m Platz vier im Kugelstoßen sowie mit 54,64 m Platz sechs im Diskuswurf. 2013 qualifizierte er sich erstmals für die Weltmeisterschaften in Moskau, bei denen er mit 18,72 m in der Qualifikation ausschied. Daraufhin gewann er bei den Spielen der Frankophonie in Nizza mit 19,09 m die Bronzemedaille hinter dem Polen Tomasz Majewski sowie Gaëtan Bucki aus Frankreich. 2014 erfolgte die Teilnahme an den Commonwealth Games in Glasgow, bei denen er mit 20,59 m ebenfalls Bronze hinter dem Jamaikaner O’Dayne Richards sowie Tomas Walsh aus Neuseeland gewann. 
2015 errang er bei den Panamerikanischen Spielen in Toronto im Kugelstoßen mit 20,53 m Silber hinter dem Jamaikaner O’Dayne Richards und wurde im Diskuswurf mit 61,49 m Sechster. Im Kugelstoßen qualifizierte er sich damit erneut für die Weltmeisterschaften in Peking, bei denen er mit 19,63 m erneut nicht über die erste Runde hinauskam. 2016 nahm er an den Hallenweltmeisterschaften in Portland teil und belegte dort mit 20,23 m Platz sieben. Während der Freiluftsaison nahm er auch erstmals an den Olympischen Spielen in Rio de Janeiro teil und schied dort mit 20,00 m in der Qualifikationsrunde aus.
2017 nahm er ein weiteres Mal an den Weltmeisterschaften in London teil und scheiterte dort mit 20,09 m ebenfalls in der ersten Runde. Bei den Hallenweltmeisterschaften 2018 in Birmingham erreichte er mit 20,82 m Rang neun und gewann Anfang April bei den Commonwealth Games im australischen Gold Coast mit 20,91 m erneut die Bronzemedaille, diesmal hinter dem Neuseeländer Tomas Walsh und Chukwuebuka Enekwechi aus Nigeria. Anschließend gewann er bei den NACAC-Meisterschaften in Toronto mit 21,02 m die Silbermedaille hinter dem US-Amerikaner Darrell Hill. Im Jahr darauf wurde er bei den Panamerikanischen Spielen in Lima mit 20,48 m Vierter und erreichte anschließend bei den Weltmeisterschaften in Doha mit 20,85 m im Finale Rang neun. 2021 nahm er erneut an den Olympischen Spielen in Tokio teil, verpasste dort aber mit 19,42 m den Finaleinzug.
Zwischen 2012 und 2015 wurde Nedow kanadischer Meister im Diskuswurf sowie zwischen 2013 und 2019 im Kugelstoßen. Er ist Absolvent der DePaul University in Chicago.

## Persönliche Bestleistungen
- Kugelstoßen: 21,18 m, 20. April 2021 in Long Beach
  - Kugelstoßen (Halle): 21,33 m, 17. Februar 2016 in Göteborg
- Diskuswurf: 61,49 m, 23. Juli 2015 in Toronto